# スナイ・エルデム
スナイ・エルデム（Sunay Erdem、1971年3月17日 - ）はトルコのランドスケープアーキテクト（卒業）と独学のアーキテクト。同世代ではトルコで最も多作のランドスケープアーキテクトの一人である。
1998年に彼の兄弟のギュナイ（Günay）・エルデムと共同でエルデム・アーキテクツを設立する。
エルデムは40以上の異なる国で多くの都市デザインのプロジェクトに関わった。エルデムは、1992年からフリーハンドスケッチの方法を使用しており、700以上でフリーハンドの視点を持っている。

## 受賞歴
彼の水色のスケッチは、2013年に建築関連でフィラデルフィアセンターが主催した、スケッチ対決競争、混在メディアでの最初の賞を受賞した。
その後アイデアのカテゴリプレゼンテーション（2010年）でトルコ国民建築賞を受賞。
また2009年、2010年、2013年にトルコ造園家商工会議所によってトルコの国立ランドスケープ賞を受賞した。

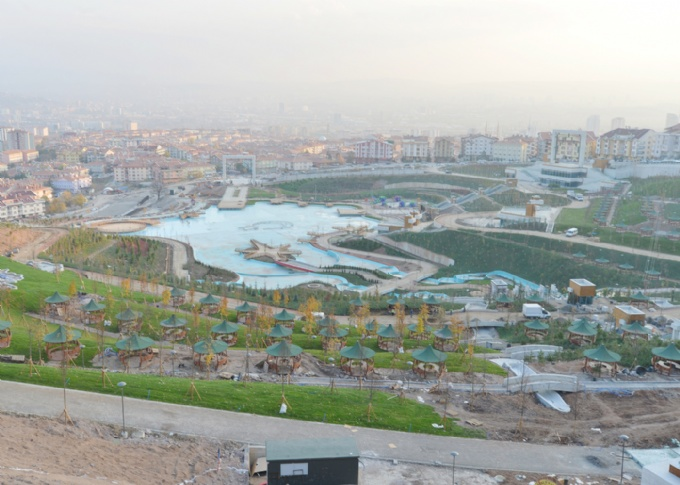
エセルテペパーク

- ラ・スペツィアアルセナーレ2062オープンコンペ、イタリア、受賞、2014
- 教育の質と優秀競争、ジュベール、サウジアラビア、第三賞、2014年のための地域センター
- 3C：総合沿岸コミュニティアイデアコンペティション、ニューヨーク、アメリカ、ワイルドカード受賞、2013
- ENVISION 2040年、グリーンワークスオーランドデザインコンペティション、オーランド、アメリカ、受賞、2013
- アート建設の国際フェスティバル、サンシェード競争、スペイン、最優秀賞、2013 ifac2013
- アクティブに！デザインコンペは、2013年シカゴの公共空間、USA佳作を再定義
- スケッチ対決競争、混合メディア、フィラデルフィア、アメリカ、受賞、2013
- プラザ、ミネアポリス、アメリカではアート、1位、2013
- 人類のコンテスト、サンフランシスコ、アメリカ、受賞、2012年のホーム
- LifeEditedアパート＃2Challenge競争、ニューヨーク、アメリカ、受賞、2012
- Recconectリバートン歩道橋、カナダ、受賞、2011
- バンクーバー高架橋＆東部コア、再：CONNECTオープンアイデアコンペ、バンクーバー、カナダ、受賞、2011
- レイキャビク国際コンクール、レイキャビク、アイスランド、勝者でÖrfirisey、2009と一緒にオールドハーバー